# Óscar Brayson
Óscar René Brayson Vidal, né le 10 février 1985 à Camagüey, est un judoka cubain évoluant dans la catégorie des plus de 100 kg (poids lourds).
Après plusieurs places d'honneur lors des championnats du monde (cinquième en 2005, septième en 2007), plusieurs succès dans des tournois de coupe du monde et aux Jeux panaméricains, le judoka cubain monte sur le podium lors des Jeux olympiques d'été de 2008. Brayson y réalise en effet un parcours sans-faute jusqu'en finale de tableau où il est battu sur ippon par l'Ouzbek Abdullo Tangriev. Par la suite, le Cubain sort vainqueur de son combat pour la médaille de bronze contre l'Iranien Mohammad Reza Roudaki.

## Palmarès

### Jeux olympiques
- Jeux olympiques de 2008 à Pékin (Chine) :
  -  Médaille de bronze en plus de 100 kg (poids lourds).

### Championnats du monde
- Championnats du monde de judo 2009 à Rotterdam (Pays-Bas) :
  -  Médaille d'argent en plus de 100 kg (poids lourds).